# Chloe Sofia Boleti
Chloe Sofia Boleti (Grieks: Κλόη-Σοφία Μπολέτη) (Korinthe, 13 april 1993) is een Griekse zangeres. Ze heeft 3 keer deelgenomen aan de nationale voorronde voor het Junior Eurovisiesongfestival, Eurovision Junior. Bij haar derde deelname was het eindelijk raak en mocht ze Griekenland vertegenwoordigen op het Junior Eurovisiesongfestival 2006 met het liedje Den Pirazei. Ze was in de polls een van de favorieten, maar eindigde op de dertiende plaats met 35 punten.